# Mariä Heimsuchung (Oberbuchen)

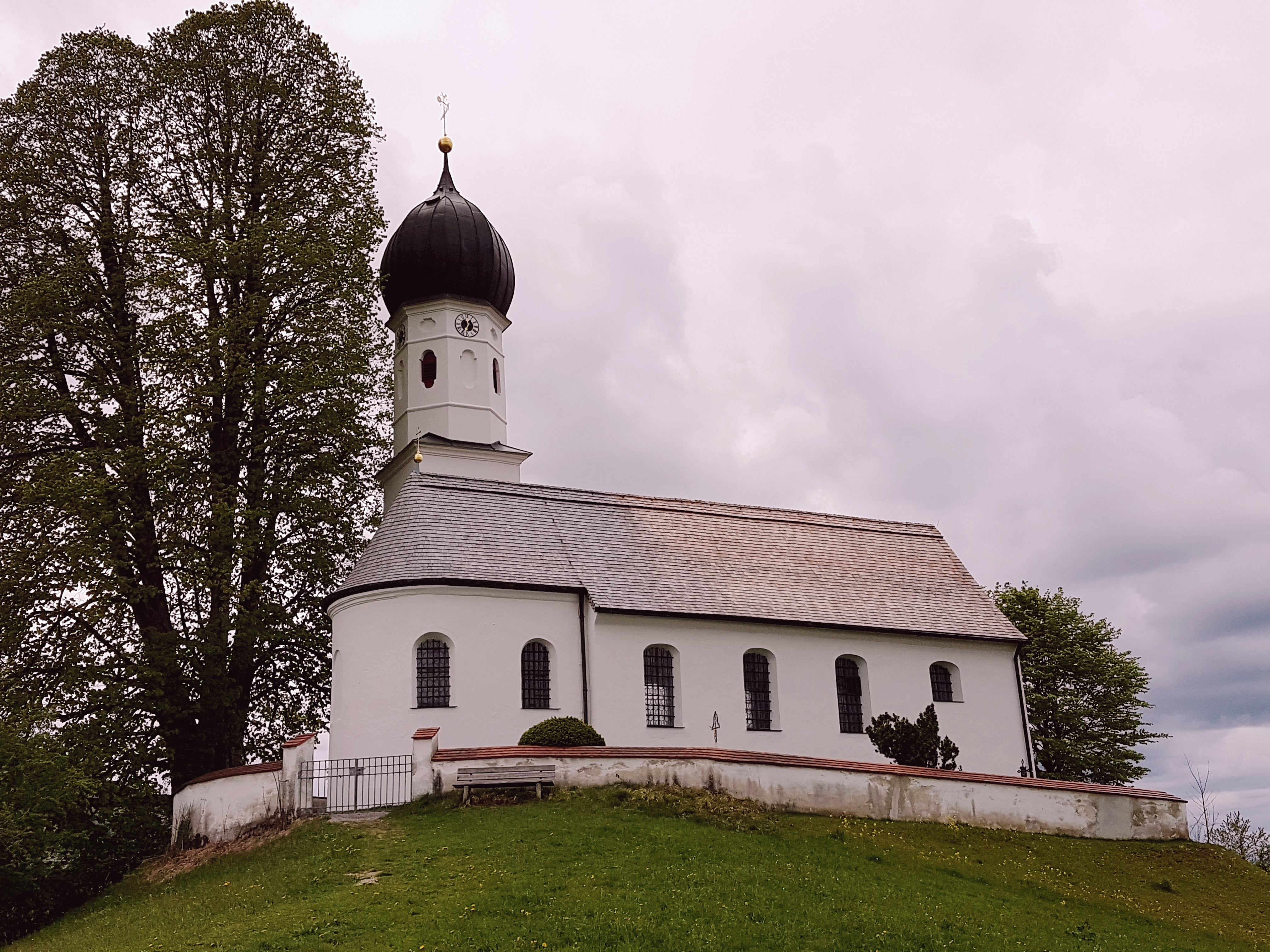
Mariä Heimsuchung in Oberbuchen

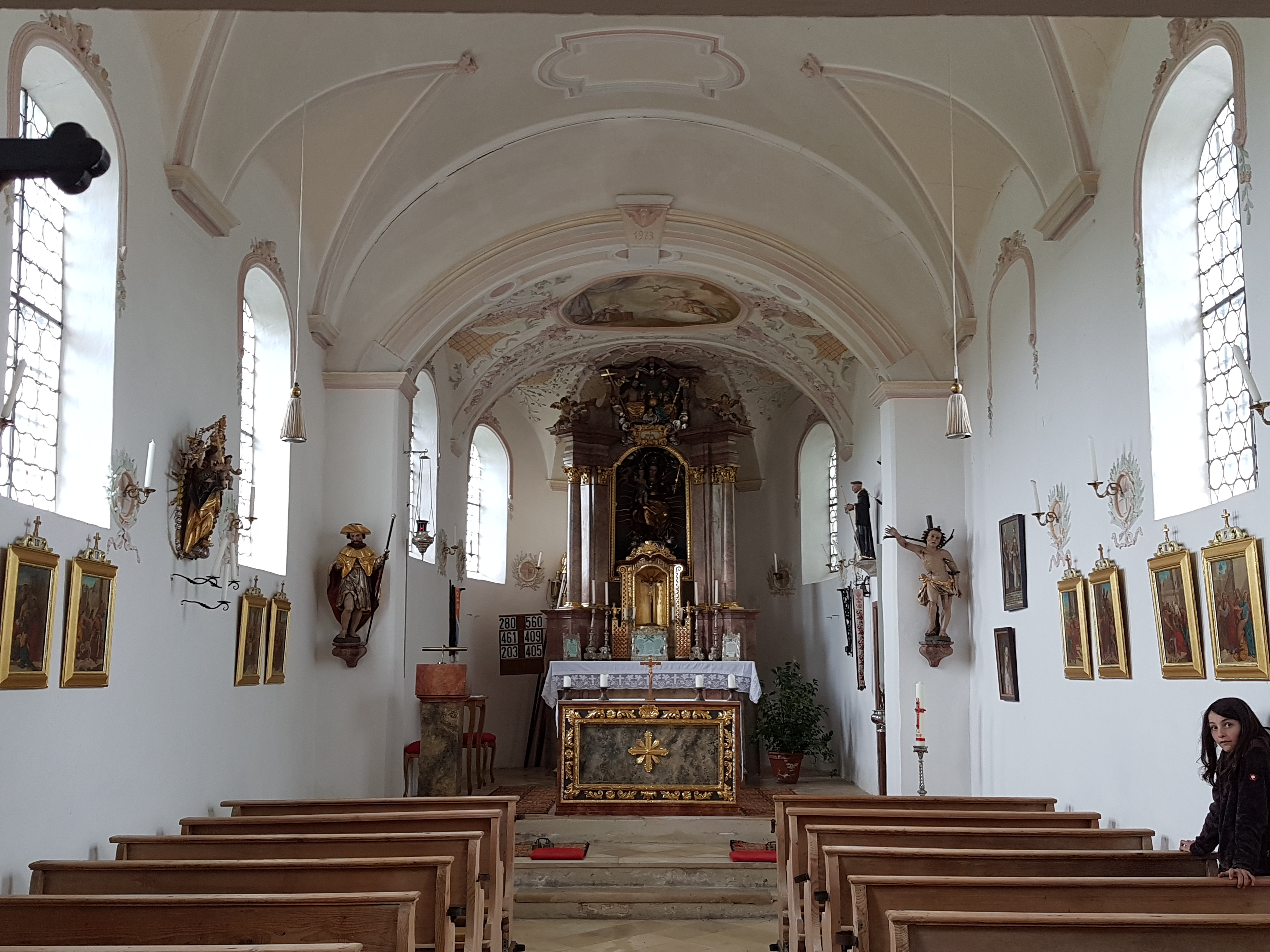
Innenraum

Die römisch-katholische Filialkirche Mariä Heimsuchung steht in Oberbuchen, einem Gemeindeteil von Bad Heilbrunn im oberbayerischen Landkreis Bad Tölz-Wolfratshausen. Die Kirche steht unter Denkmalschutz und ist in der Liste der Baudenkmäler in Bad Heilbrunn unter der Nr. D-1-73-111-20 eingetragen. Die Kirche gehört zum Dekanat Bad Tölz-Wolfratshausen des Erzbistums München und Freising.

## Beschreibung
Die barocke Saalkirche wurde im Kern 1636 errichtet und 1711–1713 erweitert. Sie besteht aus dem im Zuge der Erweiterung um ein Joch nach Westen verlängerten Langhaus, dem eingezogenen, außen halbrund, innen dreiseitig geschlossenen Chor im Osten und dem Chorflankenturm auf quadratischem Grundriss an der Südwand des Chors. Die achteckigen Obergeschosse des mit einer Zwiebelhaube bedeckten Turms enthalten den Glockenstuhl mit drei Bronzeglocken (a′, cis″ und f″) und die Turmuhr. Die Sakristei wurde um 1711 angebaut.
Der Innenraum des Langhauses ist mit einem Stichkappengewölbe überspannt, der des Chors mit einem Tonnengewölbe. Auf der Deckenmalerei ist die Verkündigung des Herrn dargestellt. 
Die Statue in der Nische des 1757 gebauten Hochaltars ist eine thronende Madonna im Strahlenkranz mit Krone und einem von Engeln gehaltenen, mit Sternen besetzten Heiligenschein. Mit der rechten Hand hält sie das ebenfalls gekrönte Jesuskind und als Patrona Bavariae streckt sie die linke Hand mit Zepter anscheinend über das Land. Im Altarauszug ist die Heilige Dreifaltigkeit dargestellt.